# تخزين الوقود المستهلك

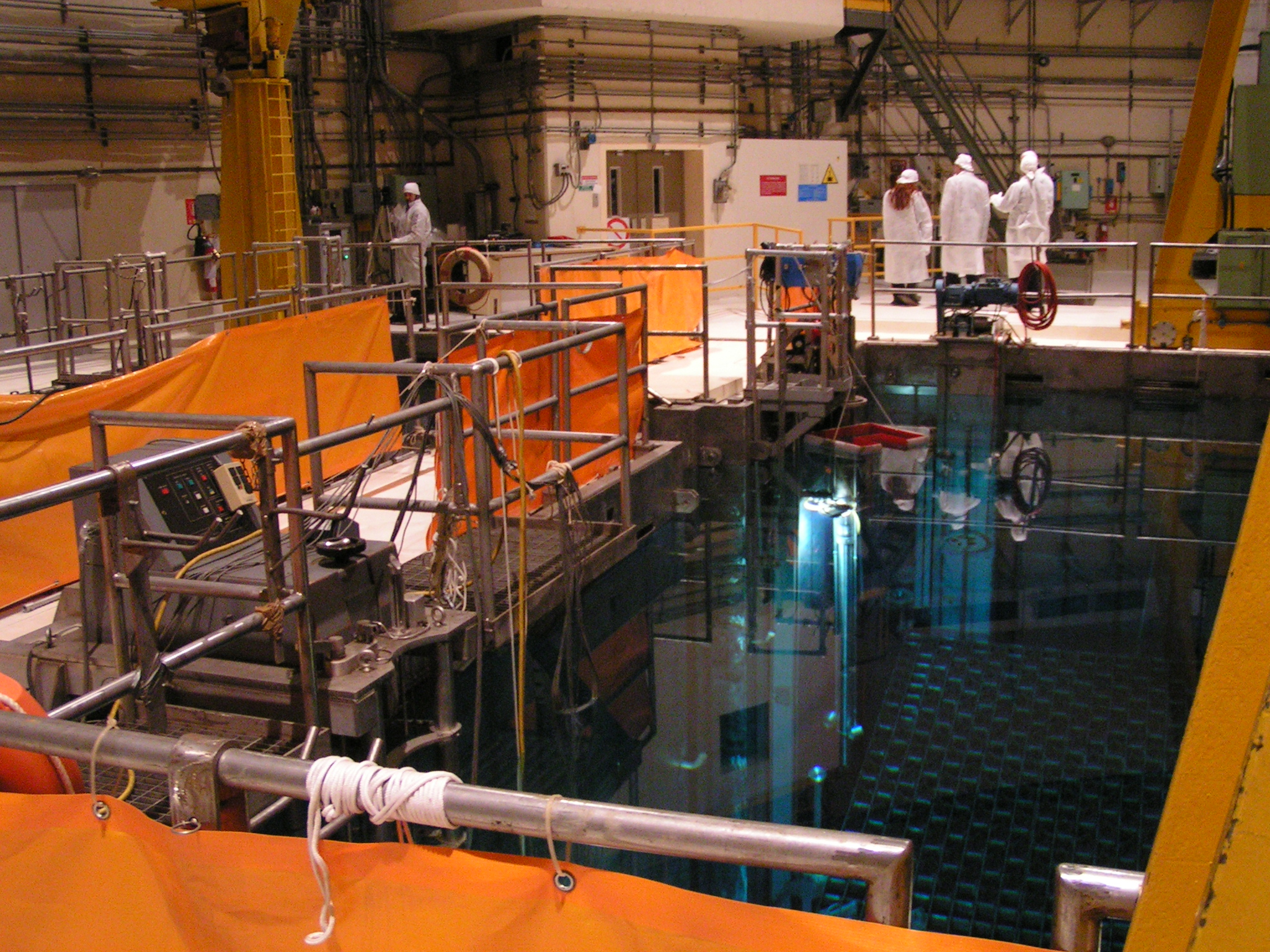
تخزين الوقود المستهلك

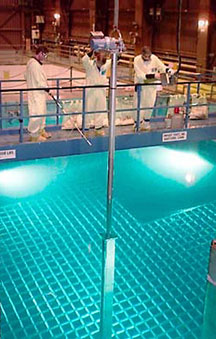
مخزن لتخزين الوقود المستهلك

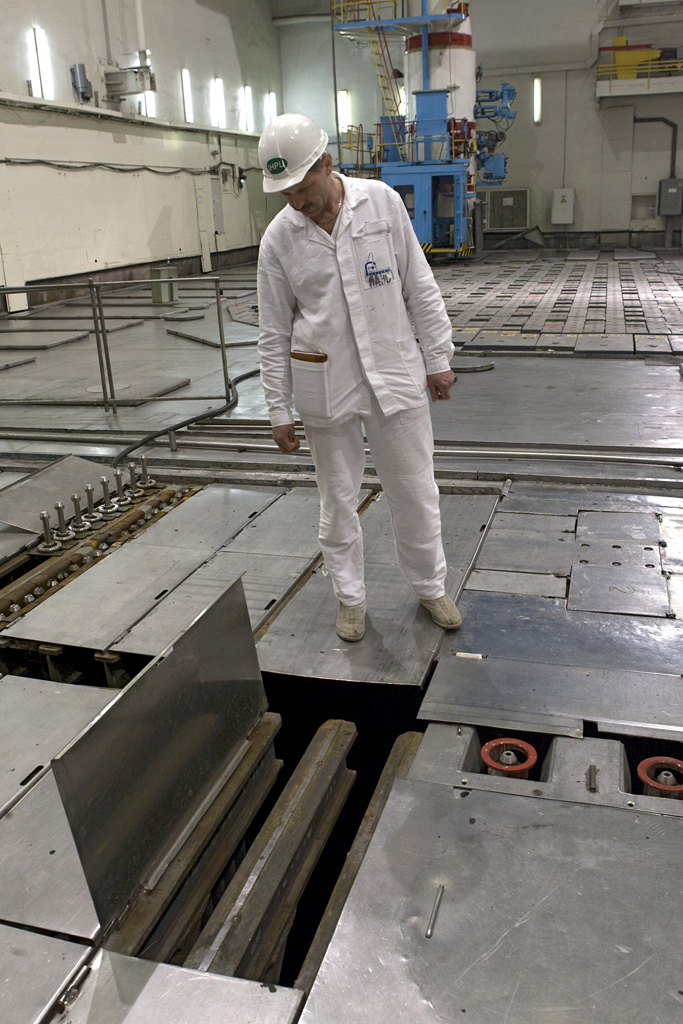
عامل يفحص مخزن لتخزين قضبان الوقود المستهلك

تخزين الوقود المستهلك هي عبارة عن مجمعات لتخزين الوقود من المفاعلات النووية. عادة ما يكون عمقها 40 قدم أو أكثر (12 متر) مزودة برفوف تخزين مصممة لتخزين تجميعات الوقود المزالة من المفاعل.

## نبذة
يتم تصميم مجمع المفاعل خصيصا للمفاعل الذي تم فيه استخدام الوقود وموقعه في موقع المفاعل كما يستخدم أحيانا بعيدا عن المفاعل.

## التصميم
يتم التصميم لتخزين الوقود المستنفد مثل الموجود في عملية موريس. في العديد من البلدان يتم تخزين الوقود بعد وجودها في المفاعل لمدة 3 إلى 6 سنوات تحت الماء لمدة من 10 إلى 20 سنة قبل إرسالها لإعادة المعالجة أو التخزين الدائم كما يبرد الماء الوقود ويوفر الحماية من الإشعاعات.
في حين أن هناك حاجة إلى حوالي 20 قدم (6,1 متر) من المياه للحفاظ على مستويات نصف قطرها أقل من المستويات المقبولة حيث إن العمق الإضافي يوفر هامش أمان ولايسمح بالتلاعب في تجميعات الوقود دون حماية خاصة لحماية المشغلين.